# Twardzioszek białawoliliowy

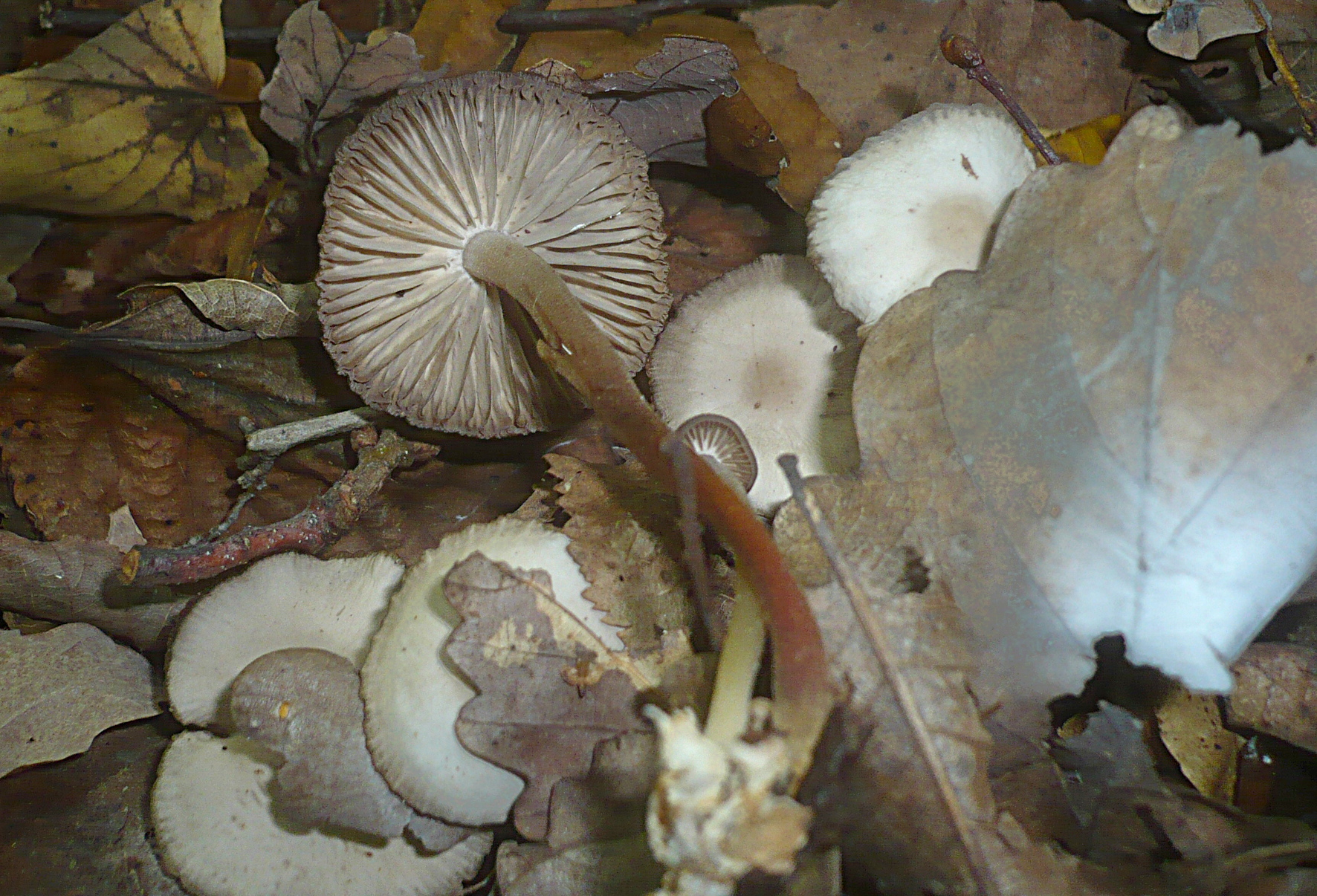

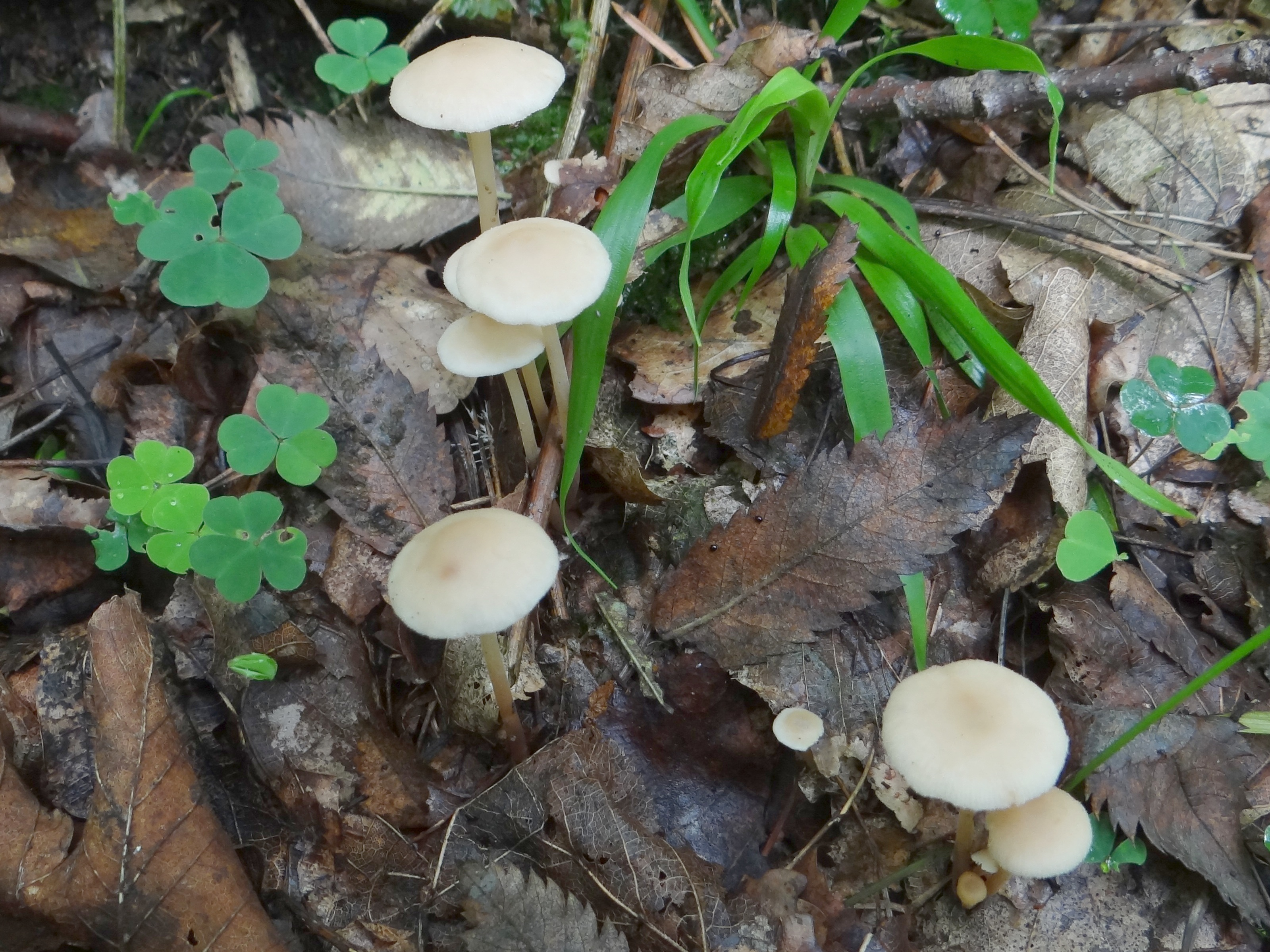

Twardzioszek białawoliliowy (Marasmius wynneae Berk. & Broome) – gatunek grzybów należący do rodziny twardzioszkowatych (Marasmiaceae). 

## Systematyka i nazewnictwo
Pozycja w klasyfikacji według Index Fungorum: Marasmius, Marasmiaceae, Agaricales, Agaricomycetidae, Agaricomycetes, Agaricomycotina, Basidiomycota, Fungi.
Czasami opisywany jako Marasmius wynnei. Synonimów naukowych ma 15. Niektóre z nich: 
- Agaricus globularis Weinm. 1835
- Chamaeceras carpathicus (Kalchbr.) Kuntze 1898
- Chamaeceras globularis (Fr.) Kuntze 1898
- Chamaeceras wynneae (Berk. & Broome) Kuntze 1898
- Collybia globularis (Weinm.) Sacc. 1887
- Marasmius archyropus var. suaveolens Rea 1905
- Marasmius carpathicus Kalchbr. 1875
- Marasmius globularis (Weinm.) Fr. 1872
- Marasmius globularis var. carpathicus (Kalchbr.) Costantin & L.M. Dufour 1901
- Marasmius suaveolens (Rea) Rea 1922

Nazwę polską zaproponował Władysław Wojewoda w 2003 r. W polskim piśmiennictwie mykologicznym gatunek ten opisywany był też jako twardzioszek kulisty. 

## Morfologia
Kapelusz
Średnica przeważnie 1,5–5 cm. Jest bladoszary lub szarobrązowawy (czasami z fioletowawym odcieniem), higrofaniczny, w wilgotnym stanie nieco żłobkowany i prześwitujący, a w stanie suchym białawy.
Blaszki
Brudnobiaławe, szarobiaławe lub fioletowoszare, z regularną tramą
Trzon
Czerwonobrązowy (jaśniejszy przy kapeluszu), kosmkowaty.
Miąższ
O silnej woni, czasami lekko cyjanowodorowej.

## Występowanie i siedlisko
Opisano występowanie tego gatunku tylko w Europie. Jest tutaj szeroko rozprzestrzeniony – od Hiszpanii po Półwysep Skandynawski. W Polsce jego rozprzestrzenienie i częstość występowania nie są znane, nie jest jednak zagrożony wyginięciem. W piśmiennictwie naukowym opisano  wiele jego stanowiska na terenie Polski.
Rośnie w lasach liściastych, na ziemi wśród opadłych liści. Owocniki wytwarza od czerwca do listopada.